# Fischland-Darß-Zingst

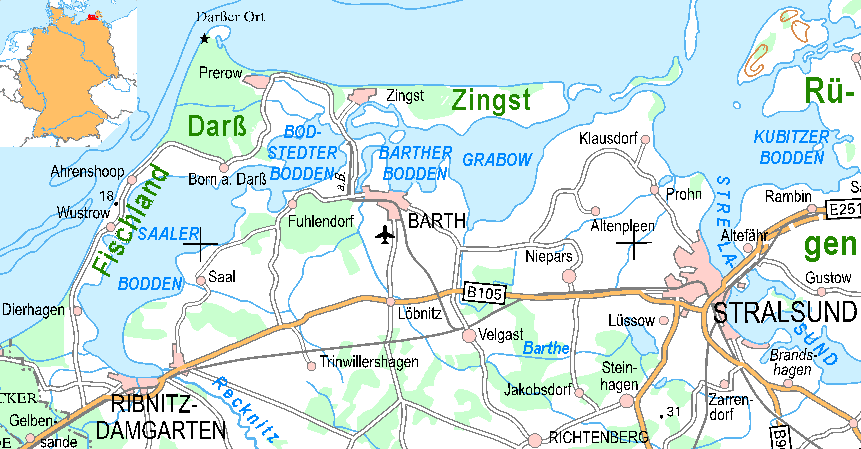
Fischland, Darß và Zingst

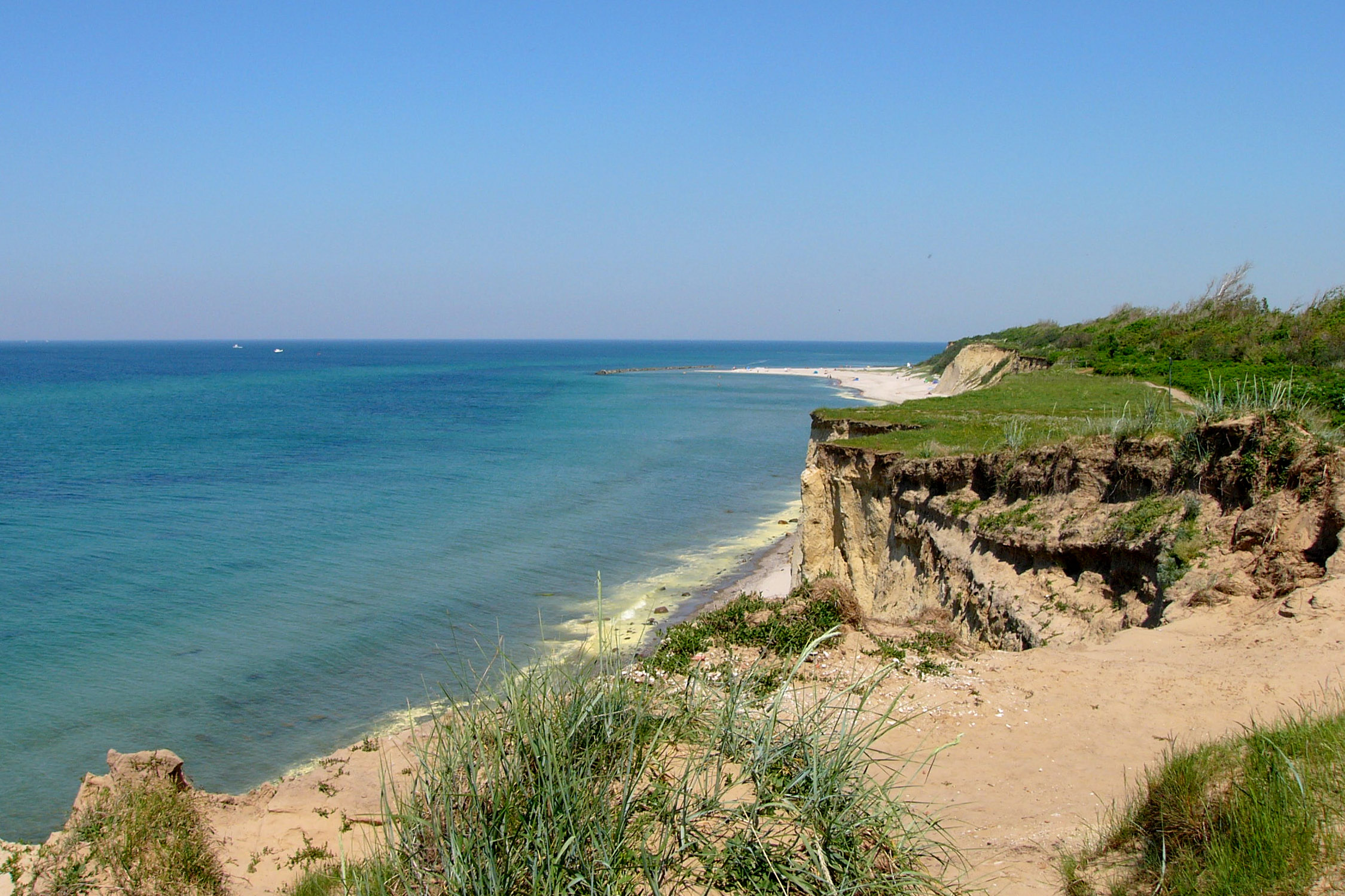
Bờ biển dốc và bãi biển cát mịn ở Darss West Beach, gần Ahrenshoop

Fischland-Darß-Zingst hoặc Fischland-Darss-Zingst  là 45 km (28 mi) bán đảo dài ở huyện ven biển Vorpommern-Rügen, thuộc bang Mecklenburg-Vorpommern của Đức. Ba phần của bán đảo, từ tây sang đông, là Fischland (một phần của Mecklenburg), Darß và Zingst (một phần của Pomerania).
Có sáu ngôi làng trên bán đảo - Wustrow, Ahrenshoop, Sinh ra, Wieck, Prerow và Zingst. Giữa bán đảo và đất liền có một đầm rất cạn (tiếng Đức thấp: bodden), Saaler Bodden, một phần của Công viên quốc gia khu vực đầm phá Pomerania phía Tây, cùng với bán đảo.

## Lịch sử
Trong thời kỳ lịch sử, phần chính của Fischland cũng như Darß và Zingst là những hòn đảo. Họ đã vĩnh viễn gia nhập vào đất liền do con người bịt kín các kênh nước lũ giữa thế kỷ 14 và 19.
Trong trận lụt ở biển Baltic năm 1872, nơi ngập lụt Prerow trên Darß, Prerower Strom, đã tách biệt hòn đảo Zingst khỏi Darß, im lặng. Năm 1874, Prerow-Strom cuối cùng đã được lấp đầy và bịt kín bằng một con đê; Zingst vì thế trở thành một bán đảo.

Phần phía đông của bán đảo Zingst và giữa Darß là một phần của Công viên Quốc gia Khu vực Đầm phá Tây Pomeranian.

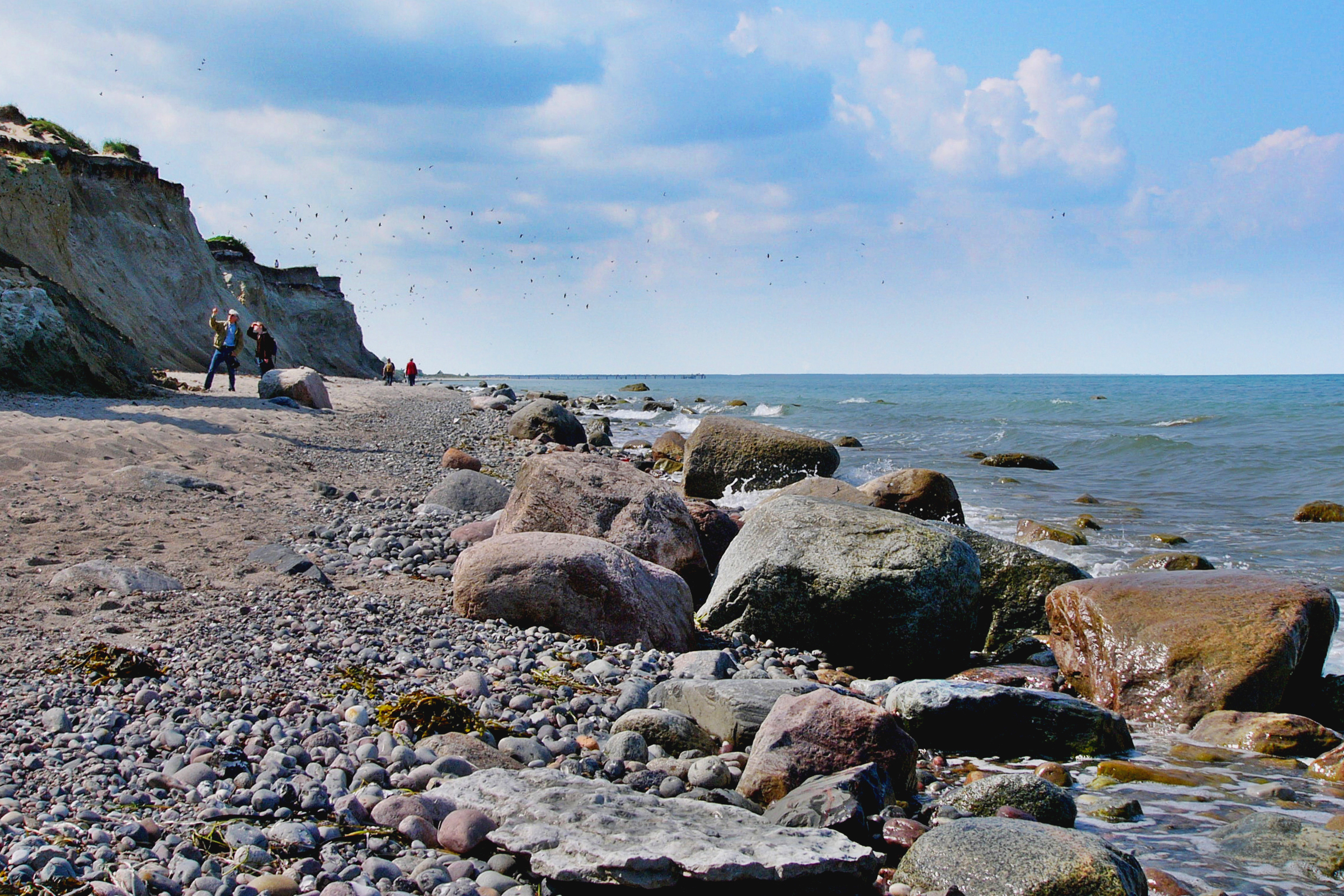
Fischland: Vách đá biển gần Ahrenshoop
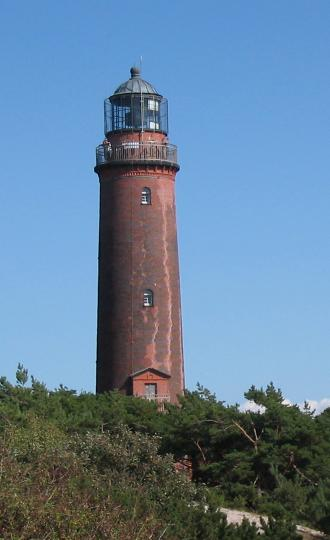
Darss: ngọn hải đăng Darßer Ort
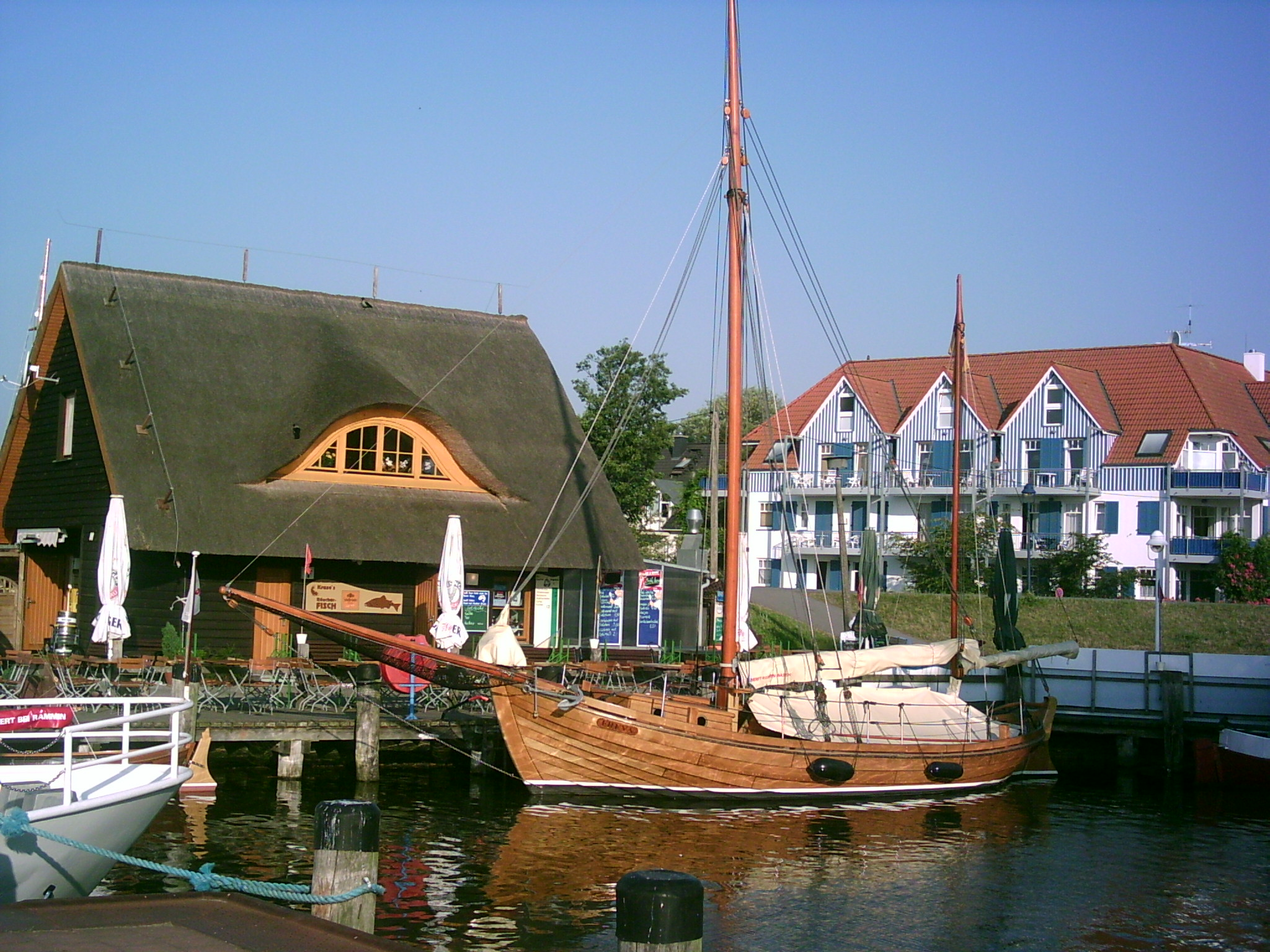
Zingst: Cảng